# 西迪爾菲爾德鎮區 (伊利諾伊州萊克縣)
西迪爾菲爾德鎮區（英語：West Deerfield Township）是位於美國伊利諾伊州萊克縣的一個行政鎮區。

## 地方資料
根據2010年美國人口普查的數據，西迪爾菲爾德鎮區的面積為46.36平方千米，當中陸地面積為46.10平方千米，而水域面積為0.26平方千米。當地共有人口31077人，而人口密度為每平方千米670.34人。